# Peter Kitsch
Peter Kitsch est un auteur-compositeur français né le 18 juin 1974.

## Biographie
Peter Kitsch, de son vrai nom Pierre-François Richeux, est un auteur/compositeur/interprète/DJ français.
Il commence sa carrière en 1991 en enregistrant son premier album, Pete à l'inter, dans le complexe studio de Prince Paisley Park.

## Carrière
En 1991, Peter Kitsch rencontre le succès avec le single Dad laisse moi conduire la cad dont le clip fut réalisé par Michel Gondry.
Il entre dans le top 50 pendant 17 semaines consécutives en 1996   avec ABC pour casser, avec Olivia. Le clip de cette chanson fut réalisé par Philippe Gautier. Il poursuit avec le titre S.U.R.N.A.T.U.R.E.L qui donnera lieu à l'album I evol uoy avec la participation de Carole Fredericks, avant de faire une pause dans sa carrière d’interprète.
En 2004, David Guetta fait appel à lui pour l'écriture du single : People come people go qui restera 17 semaines au Top 50.
En 2005, il cosigne le titre Amoureuse à découvert sur l' album de Marie-Amélie Seigner Merci pour les fleurs. Il écrit aussi La personne à qui tu penses pour la chanteuse Nadiya sur l'album 16/9.
Il écrit pour David Guetta  les titres Higher, In love with myself et Time qui sortent aux USA sur l'album Guetta Blaster en 2007.
En 2007, il écrit pour  M6 Je m’appelle Funny Bear qui fera 400 millions de vues sur Youtube, atteindra la 8e place du top 40 et restera 18 semaines dans les classements. En 2010, il revient sur le devant de la scène avec une nouvelle collaboratrice, Wadey Nara et un son nettement plus électro. Il sortira coup sur coup les singles Freak mixtape et Boy vs girl extraits de l'album Blatz qui sort la même année.
En 2015, sort l'album Pour qui sonne le glamour. La re7  , un des singles de l'album est remixé en 2016.
En 2017, Peter Kitsch signe avec Richard Grey le single We ride on chez Universal, BO du film De Plus belle avec Mathieu Kassovitz et Florence Foresti.

## Discographie

### Singles
- 1991 : Dad laisse moi conduire la Cad. (Sony)
- 1993 : Come on sur mon Scoot. (Sony)
- 1993 : Sex Bomb Girl. (Sony)
- 1996 : ABC pour Casser. (BMG)
- 1997 : S.U .R.N.A.T.U.R.E.L. (BMG)
- 1997 : De bonnes vibrations. (BMG)
- 1997 : Essaie moi encore. (BMG)
- 1998 : Number One. (Universal)
- 1999 : Avec ou sans toi. (Mercury Records/Universal)
- 2003 : Comme des Anges feat Marie-Amélie Seigner. (Universal)
- 2007 : L'Amour est un missile feat Wadey Nara. (EMI)
- 2009 : Freak Mixtape feat Wadey Nara. (Club Rock Label/Believe)
- 2010 : Boy vs Girl feat Wadey Nara. (Club Rock Label/Believe)
- 2011 : Buzzer feat Wadey Nara. (Club Rock Label/Believe)
- 2012 : Colors of Love feat Wadey Nara. (Club Rock Label/Believe)
- 2014 : Come 2 me feat Lisa B. (Club Rock Label/Believe)
- 2014 : Mine tonite feat Lisa B. (Club Rock Label/Believe)
- 2015 : Could It Be Love feat Muttonheads (Universal)

### Collaborations
- 1997 : G-Squad - Quelque chose dans tes yeux, album G-Squad[17] (Sony). Écriture du titre
- 1999 : DJ Fred & Arnold T - 1999 (Universal Music Group). Featuring
- 2000 : Noël ensemble - Last Christmas, album Noël ensemble (Universal Music Group). Réalisation et featuring du titre, featuring album.
- 2001 : Nâdiya - La personne à qui tu penses, album Changer les choses (Sony). Écriture et composition du titre
- 2002 : David Guetta - People Come, People Go, album Just a Little More Love (EMI). Composition du titre
- 2003 : Wadey Nara - Dam Dam Dam (Universal Music Group). Écriture et composition du titre
- 2004 : Nâdiya - La personne à qui tu penses, album 16/9 (Sony). Écriture et composition du titre
- 2005 : David Guetta - Higher, album Guetta Blaster (EMI). Ecriture et composition du titre
- 2005 : David Guetta - In Love With Myself, album Guetta Blaster (EMI Group). Composition du titre
- 2005 : Marie-Amélie Seigner - Amoureuse à Découvert[18], album Merci pour les Fleurs (Scorpio Music). Composition du titre
- 2005 : David Guetta - Time, album Guetta Blaster (EMI Group). Arrangements du titre
- 2007 : Funny Bear - Je m'appelle Funny Bear, album Funny Bear (M6). Écriture du titre
- 2009 : Alan Master T - We are in Love[19] (Electronic). Remixeur du titre
- 2010 : Wadey Nara & Genki Rockets - C’ est en toi (Sony/Club Rock Label). Auteur et producteur du titre
- 2015 : Muttonheads & Laurent Schark (avec Sir Charles) - Turn On Da Light, projet CO/OP (Serial Records). Featuring du titre.
- 2017 : Wadey Nara  - L'amour court les rues, (Club Rock Label / Believe). Écriture du titre.
- 2017 : Richard Grey  - We ride on, (Universal Music Group) ; écriture  du titre[20].